# Аржанцев, Иван Владимирович
Иван Владимирович Аржанцев (род. 22 октября 1972, Киев, УССР) — российский математик, декан факультета компьютерных наук НИУ ВШЭ.

## Биография
В школьные годы активно участвовал в олимпиадах по математике, получил четыре диплома I степени на Украинских республиканских олимпиадах и два диплома II степени на Всесоюзных олимпиадах в Донецке (1988) и Риге (1989). В 1990 году закончил физико-математическую школу № 145 города Киева.
В 1995 году с отличием закончил механико-математический факультет МГУ им. М. В. Ломоносова. В 1998 году под руководством профессора Э. Б. Винберга защитил кандидатскую диссертацию «Действия редуктивных групп со сферическими орбитами». В 2009 году получил ученое звание доцента по кафедре высшей алгебры. В 2010 году защитил докторскую диссертацию «Вложения однородных пространств и геометрическая теория инвариантов». В 2020 году присвоено ученое звание профессора.
C 1999 по 2019 годы работал на кафедре высшей алгебры механико-математического факультета МГУ. С 1999 года читает курсы в Независимом Московском университете, постоянный профессор НМУ с 2013 года. С 2020 года заведует лабораторией алгебраических групп преобразований НИУ ВШЭ.
Руководитель группы академических программ Яндекса (2012—2014). Профессор и заведующий (2013) базовой кафедрой Яндекса отделения прикладной математики и информатики Высшей Школы Экономики. В марте 2014 года назначен деканом факультета компьютерных наук НИУ ВШЭ.

## Научная деятельность
Автор более 60 научных работ, 4 учебных пособий и сборников задач. Соавтор монографии Cox Rings, опубликованной в серии Cambridge Studies in Advanced Mathematics в 2015 году. Подготовил 10 кандидатов наук.
Регулярно сотрудничает с институтом Фурье (Университет Гренобль-Альпы, Гренобль, Франция) и университетом Карла и Эберхарда (Тюбинген, Германия).
Один из создателей и член программного комитета школ-конференций «Алгебры Ли, алгебраические группы и теория инвариантов».
Руководитель гранта министерства образования и науки РФ в рамках федеральной целевой программы «Научные и научно-педагогические кадры инновационной России» (2012—2013), грантов «Leader» фонда «Базис» (2018, 2021), гранта РНФ для научных групп (2019—2021), гранта «Экспансия» РФФИ (2020) и российско-индийского гранта РНФ (2022—2024).
Научные интересы: алгебраические группы преобразований, группы автоморфизмов алгебраических многообразий, кольца Кокса, торические многообразия, геометрическая теория инвариантов, градуированные алгебры и локально нильпотентные дифференцирования, вложения однородных пространств, теория базисов Гребнера.

## Награды и поощрения
- Грант Президента РФ для молодых кандидатов наук (2004[15]).
- Премия Европейской Академии для молодых российских ученых (2006).
- Грант Пьера Делиня (2008—2010[16]).
- Гранты фонда Саймонса для математиков преподавателей-исследователей (2011[17], 2012[18], 2013[19]).
- Грант фонда «Династия» для молодых докторов наук (2012—2014[20]).
- Лучший преподаватель факультета компьютерных наук НИУ ВШЭ (2015[21], 2019[22]).
- Почетная грамота ВШЭ (2016, 2019); Почетный знак II степени ВШЭ (2020[23]).
- Благодарность Мэра Москвы (2017[24][25]).